# Pangeneridade

Bandeira de orgulho

Símbolo de gênero

Pangênero, pangénero, onigênero ou omnigénero é um termo aplicável a pessoas dotadas de muitas ou de todas as identidades de gênero possíveis ou acessíveis, desconhecidas ou não, e que fazem parte de sua experiência de vida, cultura e condição natural. Etimologicamente, o termo pangênero sugere que é possível ter todas as identidades de gênero, mas algumas delas são exclusivas para certas experiências. É uma identidade incluída na não-binariedade.
Uma pessoa pangênero, omnigénero ou onigênero pode ter um gênero descrito como infinitivo e infinito, possuindo uma infinidade de gêneros. Semelhante a neutrois, também pode ser visto como um equilíbrio entre todos os gêneros dentro do espectro de gênero. Os gêneros que um pangênero vivencia não precisam ser somente absolutos e afirmativos, há também os opostos, neutros, ambivalentes e nulos.
A pangeneridade, onigeneridade ou omnigeneridade se caracteriza pela abrangência de gêneros dentro de uma pessoa, sendo portanto definido pelo próprio indivíduo, cabendo a ele decidir quais gêneros pertencem a ele, sabendo que há generidades e experiências de gênero que não se adequam a sua vivência, como neurogêneros específicos de variações psicossociais e neurológicas/neuronais/neurais, condições naturais e identidades exclusivas de certas culturas e etnias/racialidades, como Bissu e Tumtum, por exemplo. A quantidade de gêneros que a pangeneridade pode abranger não é finita ou limitada aos gêneros femininos, masculinos, andróginos e neutros, podendo ir além, chegar a maverique. 